# Battle Mages
Battle Mages est un jeu vidéo mêlant stratégie en temps réel et rôle sorti en 2004 sur PC. Il a été développé par Targem Games et édité par Buka Entertainment. Il a connu une extension portant le nom Battle Mages: Sign of Darkness.

## Accueil
| Battle Mages  |      |       |
| Média         | Pays | Notes |
| Canard PC     | FR   | 4/10  |
| Gamekult      | FR   | 4/10  |
| Jeuxvideo.com | FR   | 11/20 |
| Joystick      | FR   | 5/10  |
| PC Jeux       | FR   | 60 %  |